# Neolasioptera mimuli
Neolasioptera mimuli är en tvåvingeart som beskrevs av Ephraim Porter Felt 1908. Neolasioptera mimuli ingår i släktet Neolasioptera och familjen gallmyggor.
Artens utbredningsområde är Kalifornien. Inga underarter finns listade i Catalogue of Life.